# Leo Kammel
Leo Kammel senior (15. března 1885 Kamenický Šenov – 25. červenec 1948 Vídeň) byl česko-rakouský architekt ze severních Čech.

## Život
Leo Kammel byl synem obchodníka se sklem Willibalda Kammela a Johanny rozené Palmeové z významné podnikatelské rodiny z Kamenického Šenova. 
Po ukončení studia na střední odborné škole keramické studoval v letech 1902–1905 kresbu a malbu na Uměleckoprůmyslové škole v Praze. Poté navštěvoval Akademii výtvarného umění, kde studoval architekturu u profesora Jana Kotěry.
Po ukončení studia se kolem roku 1913 usadil ve Vídni, kde pracoval jako nezávislý architekt. V roce 1929 přednášel na Technické univerzitě ve Vídni. V meziválečném období projektoval v Rakousku, především ve Vídni, kde se podílel na návrzích obytných celků a vytvořil i projekt tržnice (1935) a v Československu, jeho rozsáhlé dílo není plně zdokumentováno. V období před první světovou válkou tvoří v klasicistním stylu pod vlivem Otto Wagnera. Ve dvacátých létech je pod vlivem české kubistické architektury a byl považován za významného představitele kubismu. V meziválečném období byl ovlivněn dekorativismem a expresionismem a dílem Petera Behrense (1868–1940) a Clemense Holzmeistera (1886–1983). Tvorba expresionistická od 30. let přechází k funkcionalismu.
V roce 1921 se oženil s Wilhelmínou Kilianovou (1890–1961), z tohoto svazku vzešli dva synové: Leo (1922–1974) architekt a Willibald (1923–1994). Jeho vnukem je filmový režisér, producent, kameraman a spisovatel Bernhard Kammel.

## Dílo

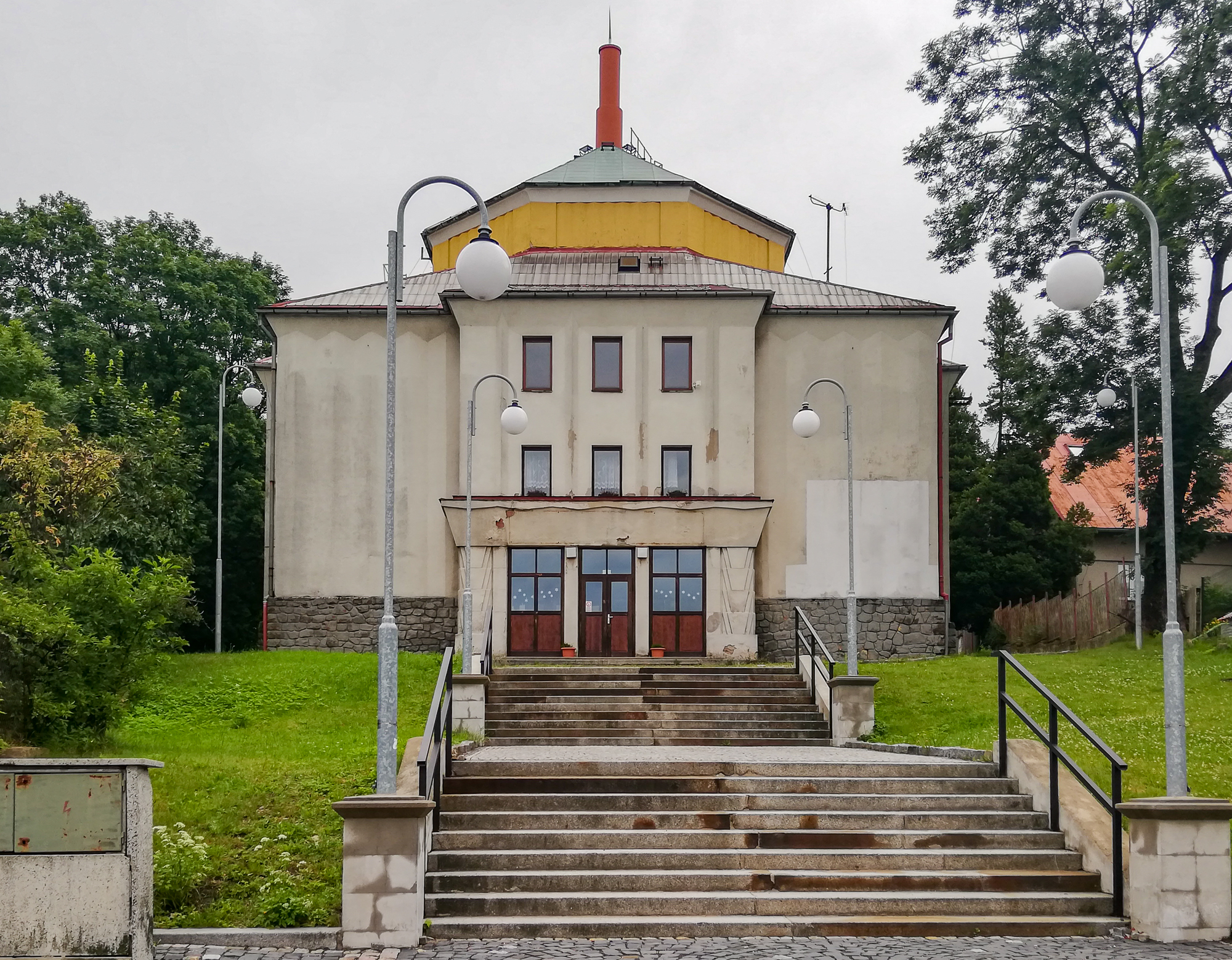
Kino Hvězda v Kamenickém Šenově

V roce 1926 v Kamenickém Šenově navrhl v expresionistickém pojetí polyfunkční budovu městského divadla s kinem. Kino Hvězda prošlo několika rekonstrukcemi. V Krnově navrhoval v letech 1927–1928 budovu městského divadla. Expresionisticky řešená budova s prolamovanými fasádami je orientována na podélnou osou k nároží. Tři trojúhelníkové štíty a schodiště hlavního vchodu toto jen zdůrazňují. Původní kapacita sálu činila 1009 míst nyní (2015) činí 694 míst. Z období 60. let 20. století, kdy byly prováděny úpravy, foyer zdobí nástěnná malba Zdeňka Máčela a kovový figurální reliéf Bedřicha Augustina Tkaczyka.

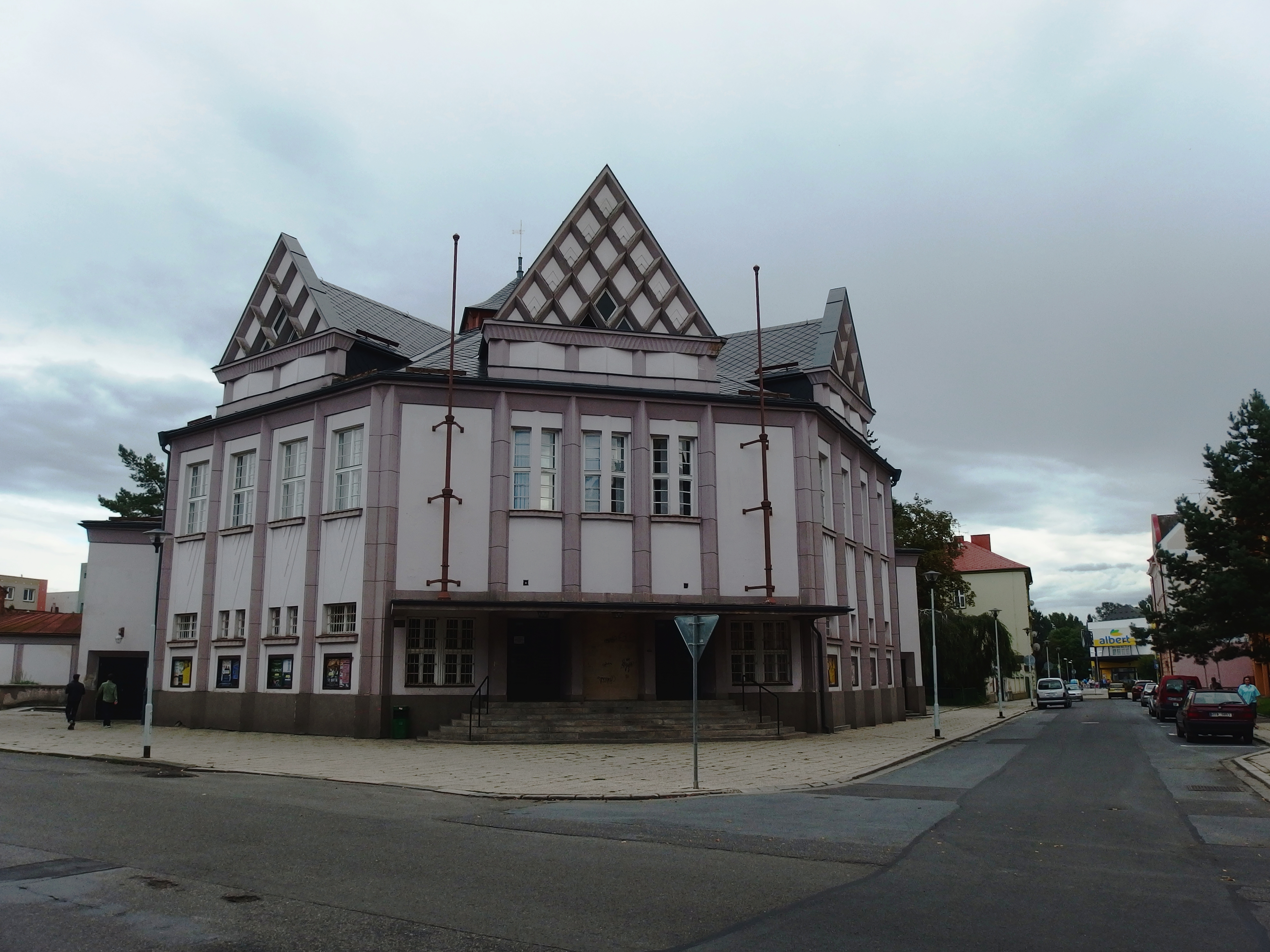
Divadlo v Krnově.

V Novém Jičíně v roce 1930 projektoval budovu kina, doklad vlivu tvorby Ericha Mendelsohna (1887–1953).
- 1914 činžovní domy, Vídeň 17, Rosensteingasse 84-86
- 1914 činžovní dům, Vídeň 6, Haydngasse 14
- 1925 obytný komplex, Vídeň 7, Bernardgasse 38
- 1927 vila, Baden, Dolní Rakousko, Valeriestraße 5
- 1927–1928 obytný komplex, Vídeň 19, Döblinger Gürtel 10
- 1930–1930 obytný komplex pro zaměstnance veřejné správy "Austria", Vídeň 3, Salesianergasse 1b/Grimmelshausengasse 6-8
- 1948–1950 radnice Neunkirchen, Dolní Rakousy